# Rio Petitcodiac
O Rio Petitcodiac está localizado no sudeste da província canadense de New Brunswick e passa pela cidade de Moncton. Sua extensão é de 129 quilômetros.